# Karol Knake

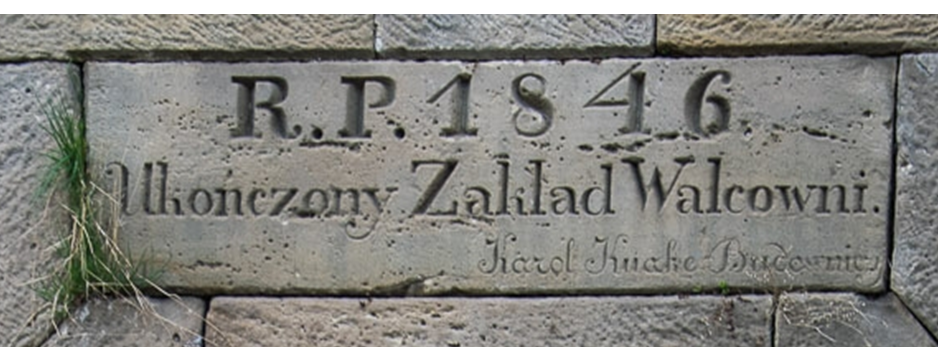
Na ścianie mostu pełniącego jednocześnie funkcje muru oporowego od strony odkrytego kanału znajduje się tablica z napisem: „R.P. 1846. Ukończony Zakład Walcowni. Karol Knake Budowniczy”.

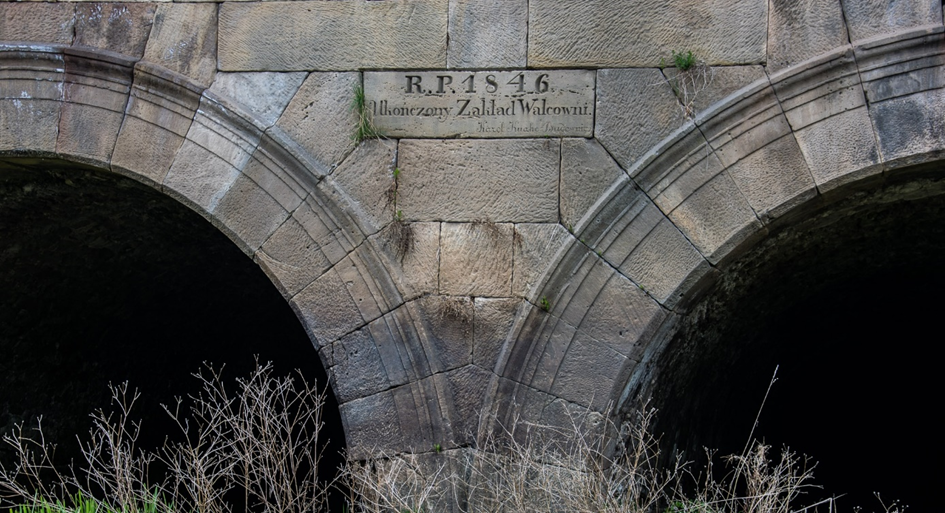
Pełny obraz muru oporowego od strony kanału w Nietulisku Dużym z tablicą upamiętniającą projektanta i budowniczego obiektu Karola Knake.

Karol Knake (ur. 1804) – budowniczy, inżynier, architekt, nadzorca budowy tężni solankowych oraz warzelni soli w Ciechocinku.

## Życiorys
W latach 1812–1815 wchodził w skład kadry inżynieryjno-budowlanej w administracji terenowej Księstwa Warszawskiego jako budowniczy w Departamencie Siedleckim.

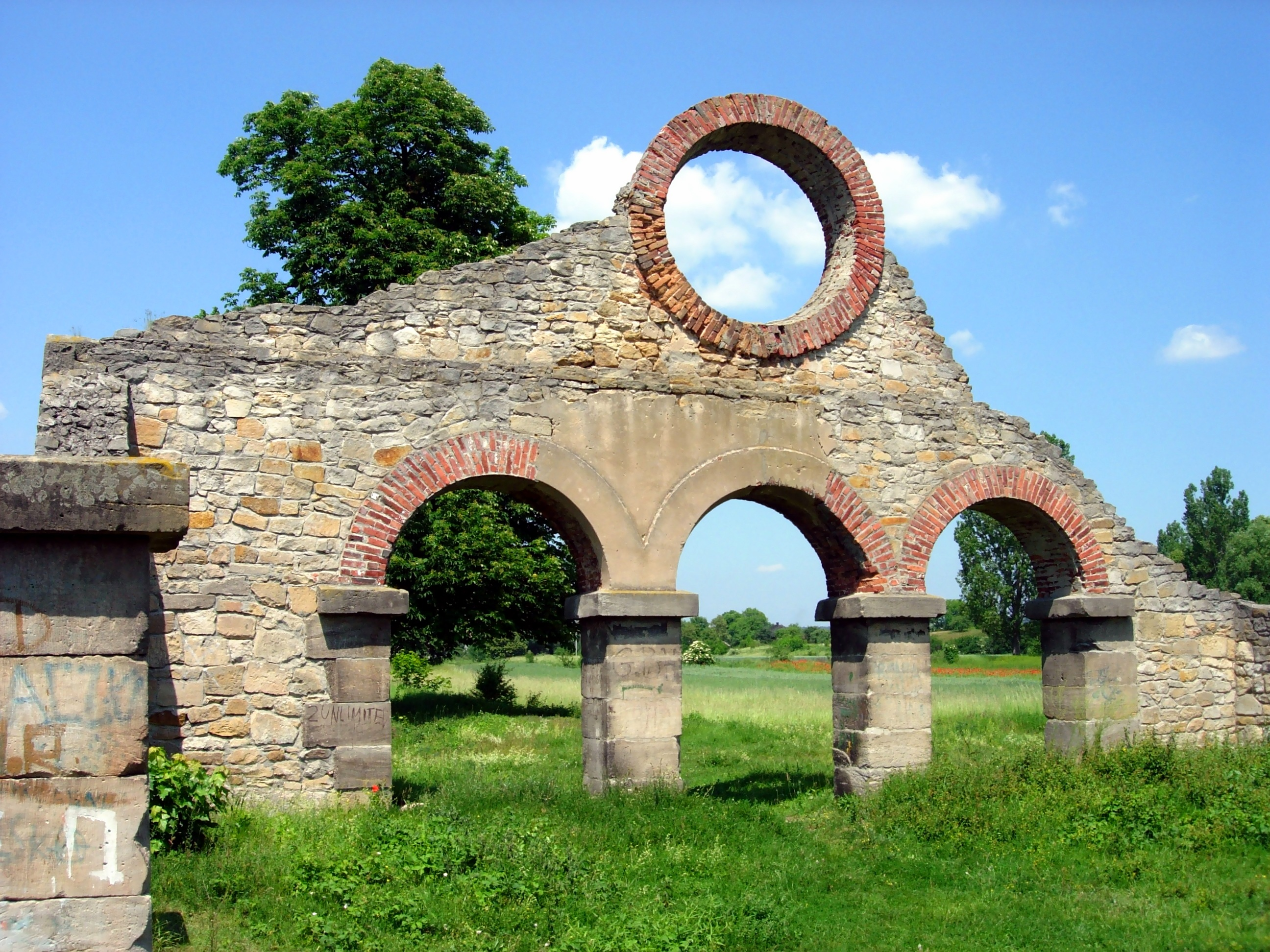
Ruiny XIX-wiecznej walcowni

Autor projektu wielkiego zespołu przemysłowego (zespół fabryczno-osadniczy) w Nietulisku Dużym (zakład, osiedle, most i urządzenia hydrotechniczne) zbudowanego w latach 1834–1846; energii do niego miała dostarczać turbina wodna. Na ścianie od strony odkrytego kanału znajduje się tablica z napisem: „R.P. 1846. Ukończony Zakład Walcowni. Karol Knake Budowniczy”.
W latach 1834–1838 zaprojektował i nadzorował budowę osiedla mieszkaniowego przy zakładach w Białogonie, składającego się z 12 domów murowanych. Przypisuje mu się również autorstwo projektu zakładu (walcownia i pudlingarnia żelaza) i osiedla w Sielpi Wielkiej zbudowanego w latach 1835–1838 oraz kierowanie przebudową wielkiego pieca w Rejowie w 1838–1841 oraz w Miedzianej Górze w 1837.
Zawiadowca budowli Fabryk Okręg Wschodniego (Urzędnik oddziałowy) Banku Polskiego od 1836 do 1848, zawiadowca budowli w Miedzianej Górze w 1837, w Rejowie w 1838–1841, w Nietulisku Dużym 1846–1848.
W ramach danych dotyczących organizacji władz górniczych i hutniczych w XIX wieku w Królestwie Polskim zawiadowca budowli w Sielpi Wielkiej w 1839–1841, w Nietulisku Dużym w 1842–1845. W latach 1827–1859 nadzorował budowę drewnianych tężni solankowych w Ciechocinku (budowa tężni I i II trwała w latach 1824–1829, tężnia nr III powstała w 1859), projektu prof. Jakuba Graffa (Johann Jacob Graff). Budowniczy warzelniany w Ciechocinku.

## Życie prywatne
Był żonaty z Jakubiną Graff, córką prof. Jakuba Graffa, jego córką była Karolina Knake, która była matką m.in. Teofila Waligórskiego.